# Citrus sudachi

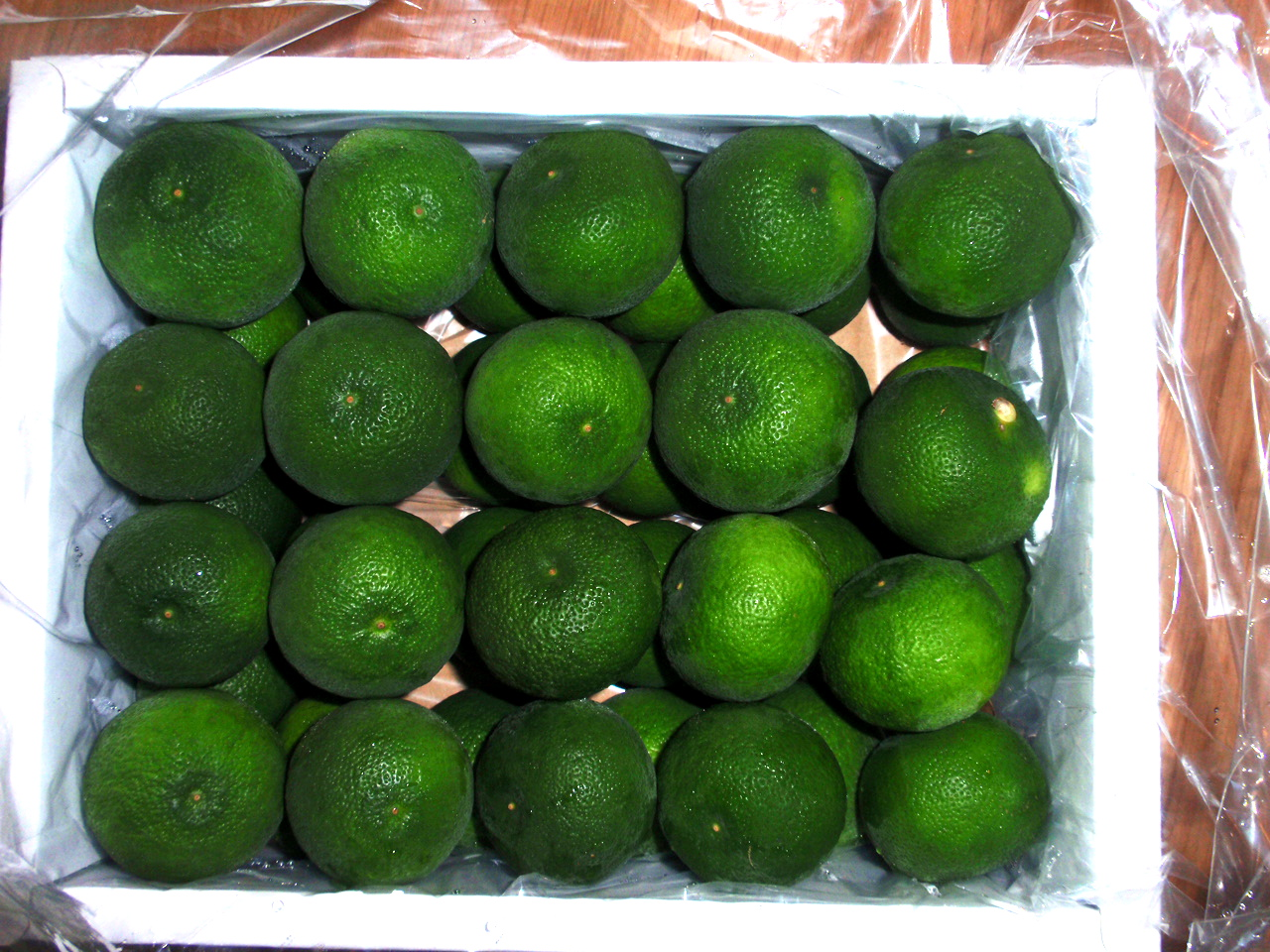
Owoce sudachi

Citrus sudachi – gatunek rośliny należącej do rodziny rutowatych. Przypuszczalnie krzyżówka Citrus ichagensis i Citrus reticulata var. austere.
Pochodzi z Wysp Japońskich, gdzie jest bardzo ceniona i uprawiana dla swoich owoców. Najważniejszym regionem uprawy jest prefektura Tokushima.

## Morfologia
PokrójŚredniej wysokości (5-8 m) drzewo.
LiścieOwalne
KwiatyNiewielkie, białe.
OwoceNiewielkie, okrągłe jagodowe. Skórka bladożółta lub blado-pomarańczowa, pomarszczona. Miąższ bardzo kwaśny i pachnący.

## Zastosowanie
Kulinaria: w Japonii niedojrzałe, zielone jeszcze owoce wykorzystywane są dla pozyskania soku i aromatycznej skórki, wykorzystywanych w celach kulinarnych. Ważny składnik kuchni japońskiej.